# Квасниця Олег Михайлович
Олег Михайлович Квасниця (03 березня, 1980, м. Хмельницький, Україна) — 2003—2009 — гравець національної збірної України з регбі-7, регбі-15, крайній трьохчетвертний, 2001—2009 — гравець команди «Оболонь-Університет» (м. Хмельницький). з 2010 — тренер РК «Хмельницький». Майстер спорту України міжнародного класу. Старший викладач кафедри фізичного виховання Хмельницького національного університету.
Організатори чемпіонату Європи-2008 з регбі-7 в Ганновері відзначили гру українського регбіста, визнавши його найкращим гравцем турніру разом з поляком Маріушем Мотилем і португальцем Педру Леалом.